# Iran-Airtour-Flug 956
Der Iran-Airtour-Flug 956  (Flugnummer IATA: B9956 ICAO: IRB956, Funkrufzeichen: AIRTOUR 956) war ein Inlandslinienflug der Iran Airtour von Teheran nach Khorramabad. Am 12. Februar 2002 ereignete sich auf diesem Flug ein schwerer Flugunfall, als eine Tupolew Tu-154M der Fluggesellschaft gegen einen Berg geflogen wurde. Bei dem Unfall kamen alle 119 Personen an Bord der Maschine ums Leben.

## Maschine
Bei der betroffenen Maschine handelte es sich um eine 1991 gebaute Tupolew Tu-154M, welche die Werksnummer 91A871 trug. Die Maschine wurde im Juni 1991 mit dem Luftfahrzeugkennzeichen CCCP-85698 an den Vorläufer der Azerbaijan Airlines ausgeliefert. Im Jahr 1993 meldete die Azerbaijan Airlines die Maschine auf das neue, aserbaidschanische Luftfahrzeugkennzeichen 4K-85698 um. Im Mai 2000 übernahm die Balkan Bulgarian Airlines die Maschine und ließ sie mit dem neuen Kennzeichen LZ-LTO zu, ab Dezember 2000 betrieb die Bulgarian Air Charter die Maschine mit dem Kennzeichen LZ-LCO. Im Januar 2002 wurde die Maschine an die Iran Airtour übergeben und von dieser mit dem Luftfahrzeugkennzeichen EP-MBS zugelassen. Das dreistrahlige Mittelstrecken-Schmalrumpfflugzeug war mit drei Strahltriebwerken des Typs D-30KU-154 ausgestattet. Bis zum Zeitpunkt des Unfalls hatte die Maschine eine Gesamtbetriebsleistung von 12.701 Betriebsstunden absolviert, auf die 5.516 Starts und Landungen entfielen.

## Passagiere und Besatzung
An Bord der Maschine befanden sich 107 Passagiere, die den Inlandslinienflug B9956 von Teheran nach Khorramabad gebucht hatten, sowie 12 Besatzungsmitglieder. Vier Passagiere waren spanische Staatsbürger. Sie waren im Auftrag eines spanischen Unternehmens für Elektrogeräte im Land und hatten den Auftrag, einen Verkauf abzuwickeln.

## Unfallhergang
Der Flug wurde zu morgendlicher Stunde durchgeführt. Der Flug verlief bis zum Beginn des Anfluges auf Khorramabad ohne besondere Vorkommnisse. Die Besatzung erhielt von der Anflugkontrolle die Freigabe zum Anflug auf Landebahn 11. Der Anflug wurde als Nichtpräzisionsanflug durchgeführt. Während des Sinkfluges auf Khorramabad wurde die Maschine in einer Höhe von 9.100 Fuß in den Berg Kuh-e Sefid geflogen. 

## Nach dem Unfall
Die Maschine zerschellte an dem schneebedeckten Hang des Berges, kleine Wrackteile lagen über den Hang verstreut. Der Flugdatenschreiber konnte nach einer fünftägigen Suche geborgen werden. Das Wrack der Maschine befand sich 3 Seemeilen links vom Kurs zur Landebahnmittellinie.